# Miltogramma arnaudi
Miltogramma arnaudi är en tvåvingeart som beskrevs av Zumpt 1973. Miltogramma arnaudi ingår i släktet Miltogramma och familjen köttflugor.
Artens utbredningsområde är Kenya. Inga underarter finns listade i Catalogue of Life.